# Волгоградский государственный медицинский университет
Федеральное государственное бюджетное образовательное учреждение высшего образования «Волгоградский государственный медицинский университет» Министерства здравоохранения Российской Федерации (ФГБОУ ВО «ВолгГМУ» Минздрава России) был основан в 1935 году как Сталинградский медицинский институт.
Волгоградский государственный медицинский университет занимает 11-е место среди медицинских вузов России . В 2022 году вуз вошёл в Международный рейтинг «Три миссии университета», где занял  позицию в диапазоне 1001—1100 . Университет внесён в Перечень медицинских вузов мира ВОЗ. В составе университета имеются 8 факультетов, медицинский колледж и филиал — Пятигорский медико-фармацевтический институт.

## История
Сталинградский мединститут — одно из старейших учебных заведений города — был основан постановлением СНК СССР № 1818 в 1935 году. Первый выпуск состоялся в 1940 году. В годы войны институт не прекращал работу вплоть до августа 1942 года. Во время Сталинградской битвы помещение института, всё оборудование, библиотека сгорели. Но уже 1 октября 1943 года первым из ВУЗов мединститут возобновил работу и уже в 1944 году состоялся очередной выпуск врачей под девизом «Ответ Сталинграда». 

Памятник медикам Царицына-Сталинграда-Волгограда

Памятник медикам Царицына-Сталинграда-Волгограда установлен у входа в Волгоградский Государственный Медицинский Университет и открыт — 26 апреля 2006 г. Скульпторы: Сергей и Андрей Щербаковы.
В 1998 на базе ВолГМУ создан медицинский колледж, который осуществляет подготовку высококвалифицированных специалистов среднего медицинского звена по трём специальностям: стоматология ортопедическая, фармация, сестринское дело.
В 2012 году к ВолгГМУ была присоединена Пятигорская фармацевтическая академия, таким образом, у ВолгГМУ появился филиал в городе Пятигорске.

## Структура вуза
1. Лечебный факультет (1935) (специальности Лечебное дело и Медико-профилактическое дело)
2. Педиатрический факультет (1969)
3. Стоматологический факультет (1962)
4. Фармацевтический факультет (1995)
5. Медико-биологический факультет (2000 (специальности биотехнические системы и технологии, биология(профили: генетика и биохимия), медицинская биохимия)
6. Институт общественного здоровья (2021) (специальности СР, КП,менеджмент(управление в здравоохранении), педагогическое образование (профиль биология))
7. Факультет усовершенствования врачей (1979)
8. Факультет послевузовского профессионального образования
9. Пятигорский медико-фармацевтический институт

### Лечебный факультет
Специальность: 040100 — лечебное дело
Лечебный факультет Волгоградского государственного медицинского университета был открыт в 1935 году одновременно с образованием Сталинградского государственного медицинского института и уже более 67 лет готовит врачей широкого профиля.
За этот период на факультете подготовлено около 15 тысяч практических врачей, организаторов здравоохранения, учёных-медиков. У истоков лечебного факультета стоит плеяда известных учёных и педагогов. Это профессора А. К. Мартынов, С. Н. Касаткин, В. Ф. Широкий, Т. И. Ерошевский, Г. С. Топровер, Э. Р. Могилевский и многие другие.
Специальность: 040300- медико-профилактическое дело
В 2011 году Волгоградский государственный медицинский университет впервые стал осуществлять набор студентов для подготовки врачей по специальности «Медико-профилактическое дело», основная задача которых — охрана здоровья населения страны, его санитарно-эпидемиологического благополучия.
Врач, получивший специальность "Медико-профилактическое дело, санитарный врач — это специалист, решающий задачи большой государственной важности, находящийся на переднем крае борьбы за повышение уровня здоровья нации, за улучшение качества окружающей человека среды и, в целом, за обеспечение санитарно-эпидемиологического благополучия населения, поэтому он должен масштабно, по-государственному мыслить, сочетать профессиональные медицинские познания с активной жизненной позицией.
Государство заинтересовано в специалистах, занимающихся вопросами профилактики нарушений здоровья населения, оздоровления среды обитания, а значит,  они всегда будут востребованы.

### Педиатрический факультет
Специальность: 040200 — педиатрия
Педиатрический факультет был открыт в Волгоградском медицинском институте в 1969 г.

### Медико-биологический факультет
Специальность: 040800 — медицинская биохимия

(по Перечню 2005 года: 060112 — медицинская биохимия)
Открытие нового факультета в Волгоградском государственном медицинском университете в 2000 году было обусловлено сложной ситуацией с подготовкой квалифицированных специалистов клинической лабораторной диагностики. Современные методы исследования, базирующиеся на достижениях молекулярной биологии, биохимии, биофизики и генной инженерии, требуют глубоких специальных знаний во многих областях естествознания. За последние десятилетия клинические дисциплины добились поразительных успехов. Однако эти достижения невозможны без прогресса в дисциплинах, которые обеспечивают диагностику и мониторинг, помогают оценить эффективность лечебных мероприятий у конкретного пациента, разрабатывать новые методы профилактики, диагностики и лечения заболеваний. По официальным данным МЗ РФ, около 80 % информации, используемой в диагностическом процессе, является данными лабораторных исследований.
В 2000 году на базе лечебного факультета, тогда ещё Волгоградской медицинской академии, было сформировано медико-биологическое отделение, набор на которое состоял всего из 2-х групп, каждая по 10 человек.
В 2001 году приказом ректора был создан медико-биологический факультет. В том году набор составил 64 человека, составивших 5 групп. С того года и по 2005 год деканом факультета являлась Зайченко Светлана Ильинична, доктор медицинских наук, профессор, заведующая кафедрой судебной медицины с курсом медицинского права. С осени 2005 года деканом факультета стала Капитонова Марина Юрьевна, доктор медицинских наук, профессор, заведующая кафедрой гистологии, эмбриологии, цитологии. На данный момент факультет возглавляет Дудченко Галина Петровна, профессор кафедры теоретической биохимии с курсом клинической биохимии, доктор биологических наук.
На кафедрах факультета будущие врачи-биохимики под руководством опытных преподавателей изучают основы современного естествознания и медицины, осваивают передовые лабораторные технологии, учатся проводить научные исследования и эксперименты. В учебный процесс помимо дисциплин гуманитарного и естественно-научного блока включены такие современные дисциплины и специальности как биохимия, медицинская биофизика, молекулярная фармакология, медицинская электроника, иммунология, медицинская генетика, экспериментальная хирургия, медицинская радиобиология, молекулярная биология и другие.
Лаборантская и производственная практика проводятся в научных подразделениях университета, лучших лечебных и научных учреждениях города и страны. Это позволяет студентам медико-биологического факультета уже с первых курсов приобщаться к научным исследованиям, выполнять курсовые и дипломные работы на высоком методическом и техническом уровне.

### Пятигорский медико-фармацевтический институт
ВУЗ расположен в городе Пятигорске Ставропольского края. Занимается разработкой лекарственных препаратов.

## Здание
Главный корпус университета построен как высшая партийная школа по проекту Василия Николаевича Симбирцева и Ефима Иосифовича Левитана в 1950 году. В 1951 году они стали лауреатами Сталинской премии за этот проект.
Изначально над парадным входом (со стороны ЦУМа) были расположены барельефы К. Маркса, Ф. Энгельса, В. Ленина и И. Сталина. Между окнами верхнего этажа имеются лепные украшения — тридцать одна раскрытая книга, на левой странице написано — «Ленин», на правой странице — «Сталин». В ходе борьбы с культом личности Сталина в ноябре 1961 года его барельеф был уничтожен, а его имя на книгах замазано цементом.
По такому же проекту построена высшая партийная школа в Хабаровске — после 1991 года Дальневосточная академия государственной службы.